# عراد (بحرین)

 عراد  نام شهرکی است از توابع شهر محرق واقع در استان محرق به عربی ( محافظة المحرق ) در کشور پادشاهی بحرین.
این شهرک در ناحیهٔ شرقی شهر «المحرق»، و سمت غربی شهر «الحد» واقع شده‌است. قلعه تاریخی العراد در این شهرک و در کرانهٔ دریای «خور العراد» قرار دارد. این قلعه در دوران حمکرانی یکی از والیان عمانی به نام سعید بن أحمد در سال ۱۲۱۵ هـ، ساخته شده‌است، در آغاز قرن نهم میلادی عمانی‌ها پس از جنگ خونینی با أهالی بومی عراد بر این شهرک چیره شد و سال‌های مدیدی در این منطقه حاکم بوده‌اند. 

## وجه تسمیه
در مورد وجه تسمیه  عراد  تحریف شده نام (أرادوس) است که در گذشته این نام بر تمام جزیره محرق گفته می‌شد. 

## جمعیت شهرک عراد
طبق سرشماری عمومی نفوس و مسکن که در سال ۲۰۰۵ میلادی اجرا شده‌است، جمعیت این شهرک ۲۵۰۰۰ هزار نفر اعلام شده‌است.

## منبع
- دکتر: شامی، یحیی، (موسوعة المدن العربیة والاسلامیة) ، دار الفکر العربی، بیروت، چاپ سال ۱۹۹۳ میلادی به (عربی).